# Fabien Gorgeart
Fabien Gorgeart est un réalisateur, scénariste et metteur en scène français né le 5 avril 1976 à Rouen (Seine-Maritime).

## Biographie
Fabien Gorgeart a travaillé d'abord dans le milieu théâtral, comme comédien et assistant à la mise en scène.
Il a réalisé plusieurs courts métrages à partir de 2007, dont Le Sens de l'orientation, récompensé en 2012 par le prix du jury au Festival international du court métrage de Clermont-Ferrand.
Son premier long métrage, Diane a les épaules, est sorti en 2017.
Son second long métrage, La Vraie Famille, a été récompensé en recevant le Valois du Jury et le Valois de l'actrice, décerné à Mélanie Thierry à la 14e édition du Festival du film francophone d'Angoulême. Le film reçoit également le prix du Jury, le prix du public et le prix des étudiants au 11e Festival 2 Cinéma 2 Valenciennes.
Au théâtre, Fabien Gorgeart met en scène la pièce Stallone, adaptée de la nouvelle d'Emmanuèle Bernheim. Cette pièce, créée et jouée au Centquatre dans le cadre du Festival d'Automne 2019, sera également présentée en tournée en 2021 et 2022.
Fabien Gorgeart met également en scène la pièce Rien ne s'oppose à la nuit, adaptée du roman du même nom de Delphine de Vigan en 2022.
Fabien Gorgeart a réalisé en 2023 plusieurs épisodes de la série Les bracelets rouges.
En 2023 toujours, Fabien Gorgeart revient au théâtre en adaptant "Les Gratitudes" de Delphine de Vigan, le récit d’un apprentissage de la perte avec les comédiennes Catherine Hiegel et Laure Blatter aux côtés du musicien et comédien Pascal Sangla.

## Filmographie

### Courts métrages
- 2005 : Emue & Furiosa
- 2007 : Comme un chien dans une église
- 2008 : L'Espace d'un cri
- 2009 : Un homme à la mer
- 2012 : Le Sens de l'orientation
- 2016 : Le diable est dans les détails

### Longs métrages
- 2017 : Diane a les épaules
- 2021 : La Vraie Famille
- 2025 : C’est quoi l’amour ?

## Théâtre
- 2019 : Stallone
- 2022 : Rien ne s’oppose à la nuit
- 2023 : Les Gratitudes